# گیرانه
گیرانه (به ترکی آذربایجانی: Gərənə) یک منطقهٔ مسکونی در جمهوری آذربایجان است که در شهرستان بردع واقع شده‌است. گیرانه ۱٬۷۱۸ نفر جمعیت دارد.